# Trisopsis macrolobis
Trisopsis macrolobis är en tvåvingeart som beskrevs av Boris Mamaev 1961. Trisopsis macrolobis ingår i släktet Trisopsis och familjen gallmyggor. Inga underarter finns listade i Catalogue of Life.